# Lars Grael
Lars Schmidt Grael (* 9. Februar 1964 in São Paulo) ist ein brasilianischer Segler.

## Erfolge
Lars Grael nahm viermal an Olympischen Spielen in der Bootsklasse Tornado teil. Mit Glenn Haynes belegte er bei seinem Olympiadebüt 1984 in Los Angeles den siebten Platz. Vier Jahre darauf startete er mit Clinio Freitas in Seoul und gewann mit diesem die Bronzemedaille. Sie erzielten 40,1 Punkte, aufgrund derer sie hinter Jean-Yves Le Déroff und Nicolas Hénard aus Frankreich sowie den Neuseeländern Rex Sellers und Chris Timms den dritten Platz belegten. Bei den Olympischen Spielen 1992 in Barcelona erreichten Grael und Freitas den achten Platz. Seine vierten Spiele im Jahr 1996 in Atlanta bestritt er mit Kiko Pellicano, mit dem er eine weitere Bronzemedaille gewann. Sie schlossen die Regatta mit 43 Punkten hinter dem spanischen und dem australischen Boot auf dem dritten Platz ab.
Bei Weltmeisterschaften gewann Grael in der Bootsklasse Starboot zunächst 2009 in Varberg mit Ronald Seifert die Bronzemedaille, ehe ihm 2015 in Buenos Aires mit Samuel Gonçalves der Titelgewinn gelang. Zwei Jahre darauf sicherten sich Grael und Gonçalves die Silbermedaille.
Mehrere Familienangehörige Graels segelten in internationalen Regatten. Seine Onkel Axel und Erik Preben-Schmidt nahmen an den Olympischen Spielen 1968 und 1972 teil, sein Bruder Torben gewann fünf olympische Medaillen und wurde dabei zweimal im Starboot Olympiasieger. Sein Neffe Marco nahm wie seine Nichte Martine an den Olympischen Spielen 2016 teil, bei denen letztere in der 49er Jolle Olympiasiegerin wurde.